# Henry William Bristow
Henry William Bristow (17 maggio 1817 – Londra, 14 giugno 1889) è stato un geologo britannico.
Si laureò al King's College London sotto la guida di John Phillips, ed in seguito vi insegnò geologia. Nel 1842 fu nominato assistente geologo al British Geological Survey, dove rimase per 46 anni, fino al pensionamento nel 1888, giungendo ad essere nominato direttore per l'Inghilterra ed il Galles nel 1872. Divenne membro della Royal Society nel 1862.
Fra le sue pubblicazioni si segnalano A Glossary of Mineralogy (1861) e The Geology of the Isle of Wight (1862).

## Opere
- (EN) Henry William Bristow, A Glossary of Mineralogy, Londra, Longman, Green, Longman, and Roberts, 1861.
- (EN) Henry William Bristow, The geology of the Isle of Wight, Londra, HMSO, 1889.
- (EN) Henry William Bristow, On the formation of the Chesil Bank, Dorset, Londra, Geological Society of London, 1869.